# Zana Briski

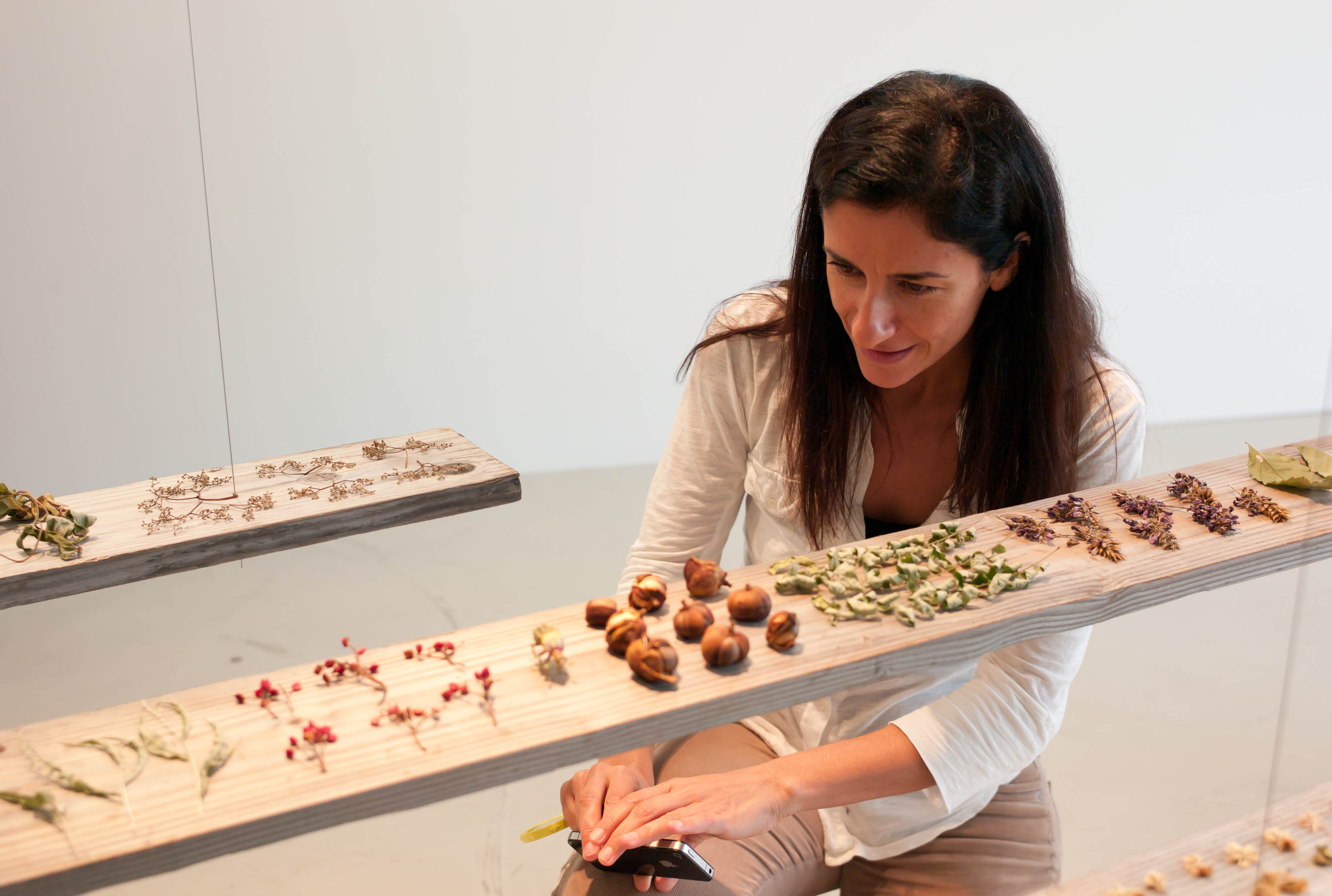

Zana Briski (Londres, 25 de octubre de 1966) es una fotógrafa, documentalista y activista política inglesa, de origen judío.

## Biografía
Sus bisabuelos paternos, judíos, huyeron de Polonia durante la II Guerra Mundial. Su madre es una judía iraquí que vive en Israel. Briski, que se interesó por la fotografía a los diez años, ha declarado: «Me siento en casa en todas partes y en ninguna en concreto». 
Su documental Los Niños del Barrio Rojo, codirigido con Ross Kauffman, ganó el Óscar al Mejor Documental en 2005. Briski, tras obtener un máster en la Universidad de Cambridge, estudio fotografía documental en el Centro Internacional de Fotografía en Nueva York. En 1995 hizo su primer viaje a India, produciendo un fotorreportaje sobre el infanticidio de niñas. En 1997, Briski regresó a la India y comenzó su proyecto sobre las prostitutas del barrio rojo de Calcuta, que precedió a su trabajo con los hijos de las prostitutas. 
Ha recibido numerosos premios y becas de investigación, como la del Open Society Institute de George Soros, la de la Fundación Alicia Patterson, la de la New York Foundation for the Arts y la Howard Chapnick para el progreso del fotoperiodismo. 
Ella y el codirector de Los Niños del Barrio Rojo recibieron becas del Sundance Institute, de la Jerome Foundation y del New York State Council on the Arts, por este documental. Es fundadora de la organización sin ánimo de lucro, Kids With Cameras.

## Premios y distinciones
Premios Óscar
| Año  | Categoría              | Película                  | Resultado |
| ---- | ---------------------- | ------------------------- | --------- |
| 2005 | Mejor documental largo | Los Niños del Barrio Rojo | Ganador   |